# Otyg
Otyg est un groupe de folk metal suédois. Le leader du groupe est M. Vintersorg, impliqué dans de nombreux autres projets. Otyg est actuellement suspendu par manque d'inspiration sur ce projet précis.

## Biographie
Le groupe, formé en 1995, enregistre sa première démo Bergtagen avec Vintersorg Cia Hedmark, Mattias Marklund, Daniel Fredriksson, Samuel Norberg, et Stefan Strömberg. Les paroles sont entièrement en suédois. La formation enregistre ensuite deux nouvelles démos, I Trollskogens Drömmande Mörker et Galdersång Till Bergsfadern, et un premier album studio, Älvefärd, publié au label Napalm Records. Le groupe effectue des changements avec le départ de Samuel Norberg et Stefan Strömberg ; Norberg remplacera Daniel Fredriksson à l'harmonica, la basse, et la harpe notamment. Plus tard, le groupe publie son deuxième album, Sagovindars Boning. Vintersorg et Mattias Marklund annoncera qu'ils ne souhaitent pas continuer Otyg. Le groupe se sépare alors en 2002.
En mai 2012, Andreas Hedlund annonce la réunion d'Otyg et un nouvel album en cours d'enregistrement. En juillet 2014, Andreas annonce la fin de l'écriture du nouvel album, mais que rien n'a été enregistré par manque de temps.

## Membres

### Membres actuels
- Vintersorg (Andreas Hedlund) - chant, guitare (1995-2002, depuis 2012)
- Mattias Marklund - guitare (depuis 1995)
- Cia Hedmark - violon, voix (depuis 1995)
- Daniel Fredriksson - basse, willow flute, harmonica, guitare (depuis 1995)
- Fredrik Nilsson - batterie (depuis 1998)

### Anciens membres
- Samuel Norberg - harmonica (1995–1997)
- Stefan Strömberg - batterie  (1995–1997)

## Discographie

### Albums studio
- 1998 : Älvefärd
- 1999 : Sagovindars Boning

### Démos et album live
- 1995 : Bergtagen (démo)
- 1996 : I Trollskogens Drömmande Mörker (démo)
- 1997 : Galdersång till Bergfadern (démo)
- 2000 : Djävulen (démo)
- 2005 : Live in Asten-Heudsen (album live)